# Yvonne Deslandres
Pour les articles homonymes, voir Deslandres.
Yvonne Deslandres, née le 8 février 1923 à Paris et morte le 14 décembre 1986 à Paris , est une conservatrice de musée et historienne française, spécialiste de l'histoire du costume.

## Biographie

### Enfance et études
Née en 1923, Yvonne Deslandres est la fille de Paul Deslandres, conservateur de la bibliothèque de l'Arsenal, et passe sa jeunesse dans un milieu de culture littéraire et musicale. Elle est diplômée de l'Ecole nationale des Chartes et de l'Ecole du Louvre. Elle hésite alors à devenir conservatrice de musée.
En 1951, elle devient conférencière des Musées nationaux, elle s'occupe régulièrement de la problématique de l'accueil du public au musée, et son action dans ce sens lui vaudra le titre de présidente d'honneur du syndicat des visiteuses-conférencières.

### Carrière
Yvonne Deslandres rencontre alors François Boucher, ancien conservateur en chef du musée Carnavalet, qui lui transmet sa ferveur d'historien du costume, et cela jouera un rôle déterminant dans la carrière d'Yvonne Deslandres.
Dès 1948, François Boucher constitue l'Union française des arts du costume, et Yvonne devient son assistante dans cette association. Très vite, grâce à énormément de donations, l'UFAC put acquérir une importante collection de costumes des XVIIIe siècle et XIXe siècle, la collection Bonneval. Le développement de la collection de l'UFAC est parallèle à la croissance de la collection du musée Carnavalet.
En 1960, après avoir été 5 ans documentaliste aux éditions Réalités-Hachette, Yvonne devient bibliothécaire de l'UFAC, et succède à François Boucher à sa mort comme déléguée générale en 1967. Entre-temps, l'UFAC a quitté les locaux de Carnavalet, qui conservait une collection de plusieurs milliers de costumes. L'Union est accueilli dans les locaux du musée des Arts décoratifs, dans les combles du musée Nissim-de-Camondo.
En 1983, à la suite du rapprochement de l'Union française des arts du costume (UFAC) et du Musée des arts décoratifs, elle devient la conservatrice du Musée des arts de la mode né de leur fusion. Malgré sa santé fragile, elle participe néanmoins aux activités du nouveau musée.
Durant ses dernières années, elle continue de partager sa passion de la mode, à travers un livre de vulgarisation L'Histoire du costume pour les enfants de 8 à 12 ans (1984), et deux importantes publications, L'Histoire de la Mode au XXe siècle (1986), et la biographie de Paul Poiret en 1986, le couturier auquel Yvonne Deslandres vouait un culte enthousiaste.

## Travaux
Yvonne Deslandres écrivit notamment une Histoire du costume en Occident de l’Antiquité à nos jours, en collaboration avec Francois Boucher et une Histoire de la mode au XXe siècle, en collaboration avec Florence Müller. Elle est également l'auteur d'une monographie sur Paul Poiret parue en 1986.

## Publications
- Histoire du Costume en Occident de l’antiquité à nos jours (1966 & 1987).
- Le Costume, image de l'homme, Albin Michel, Paris, 1976.
- Poiret, Paris, Editions du Regard, 1986.
- Histoire de la mode au XXe siècle (avec Florence Müller), éditions Somogy, mai 1991  (ISBN 2-85-056182-7).